# Lista pieselor muzicale incluse în Codex Caioni
Mai jos se află lista pieselor muzicale incluse în Codex Caioni, aranjate în ordinea propusă de muzicologele Saviana Diamandi și Papp Ágnes (vezi bibliografia) în anul 1994, cu ocazia publicării unei transcripții complete a culegerii în notație muzicală modernă.
| Indice | Numele compozitorului  | Titlul piesei | Instrumentație                                                    | Incipit | Audiție și note                                                  |
| ------ | ---------------------- | ------------- | ----------------------------------------------------------------- | ------- | ---------------------------------------------------------------- |
| 249    | Andreas Hammerschmidt* | Peccavi       | reducție la 2 voci (versiunea originală era scrisă pentru 8 voci) |         | Portativul de deasupra este notat în codice cu o octavă mai sus. |